# سلسلة 100 عام لمعهد الفلم الأمريكي
سلسلة 100 عام لمعهد الفيلم الأمريكي هي سلسلة من برامج تلفزيونية خاصة، تظهر نشاطات معهد الفيلم الأمريكي في احتفاله بمسيرة صناعة السينما الأمريكية وأفضل ما أنتجته من أفلام عبر 100 عام.
وهذه البرامج الخاصة هي :
- 1998: معهد الفيلم الأمريكي 100 عام و100 فيلم
- 1999: معهد الفيلم الأمريكي 100 عام و100 ممثل
- 2000: معهد الفيلم الأمريكي 100 عام و100 ضحكة
- 2001: معهد الفيلم الأمريكي 100 عام و100 إثارة
- 2002: معهد الفيلم الأمريكي 100 عام و100 عاطفة
- 2003: معهد الفيلم الأمريكي 100 عام و100 بطل وشرير
- 2004: معهد الفيلم الأمريكي 100 عام و100 أغنية
- 2005: معهد الفيلم الأمريكي 100 عام و100 اقتباس سينمائي
- 2005: معهد الفيلم الأمريكي 100 عام من نتائج الأفلام
- 2006: معهد الفيلم الأمريكي 100 عام و100 فيلم غنائي
- 2006: معهد الفيلم الأمريكي 100 عام و100 تحية
- 2007: معهد الفيلم الأمريكي 100 عام و100 فيلم (الذكرى العاشرة)
- 2008: معهد الفيلم الأمريكي لأفضل 10 أفلام من أفضل 10 مجموعات أفلام

## وصلات خارجية
- معهد الفيلم الأمريكي، 100 قائمة